# Informacijski sustav zemljopisnih imena
Informacijski sustav zemljopisnih imena (eng. Geographic Names Information System, GNIS), odnosno Nacionalna baza podataka zemljopisnih imena (eng. National Geographic Names Database, NGNDB), je podatkovna baza koja sadrži imena i podatke o lokaciji više od dva milijuna fizičkih i kulturnih objekata i lokacija diljem SAD. Vrsta je zemljopisnog leksikona. GNIS je razvio Američki geološki zavod u suradnji s Odborom za geografska imena SAD-a (BGN) radi promicanja standardiziranja naziva objekata i lokacija. 
Ured SAD-a za popis stanovništva definira popisom određeno mjesto kao podskup lokacija u Nacionalnoj bazi podataka zemljopisnih imena.

## Vanjske poveznice
- U.S. Board on Geographic Names website (eng.)
- Geographic Names Information System (GNIS) (eng.)
- Proposals from the general public  Arhivirana inačica izvorne stranice od 19. veljače 2021. (Wayback Machine) (eng.)
- Meeting minutes (eng.)